# Il giovane normale
Il giovane normale è un film del 1969 diretto da Dino Risi tratto dall'omonimo libro dello scrittore Umberto Simonetta, del 1966.

## Trama
Giordano, un giovane milanese, decide di partire per le vacanze in autostop alla scoperta dei paesi del Mediterraneo e si ritrova in Tunisia. Fa la conoscenza di una coppia di americani e di un loro amico, tutti dalle vedute sessuali molto aperte e di gusti diversi. Giordano pensa così di poter avere una relazione con Diana, ragazza americana molto bella e il cui marito sembra concedere molta libertà, ma con la stessa facilità con cui avrà le sue grazie si ritroverà ad essere dimenticato.

## Produzione
Alla Festa del Cinema di Roma del 2016, in occasione del centenario dalla nascita di Dino Risi, Capolicchio ha dichiarato che durante la produzione del film, a causa di un disturbo depressivo giunse a tentare il suicidio, lanciandosi da una finestra, e che fu bloccato in extremis dallo scenografo Ricceri.